# August von Cölln

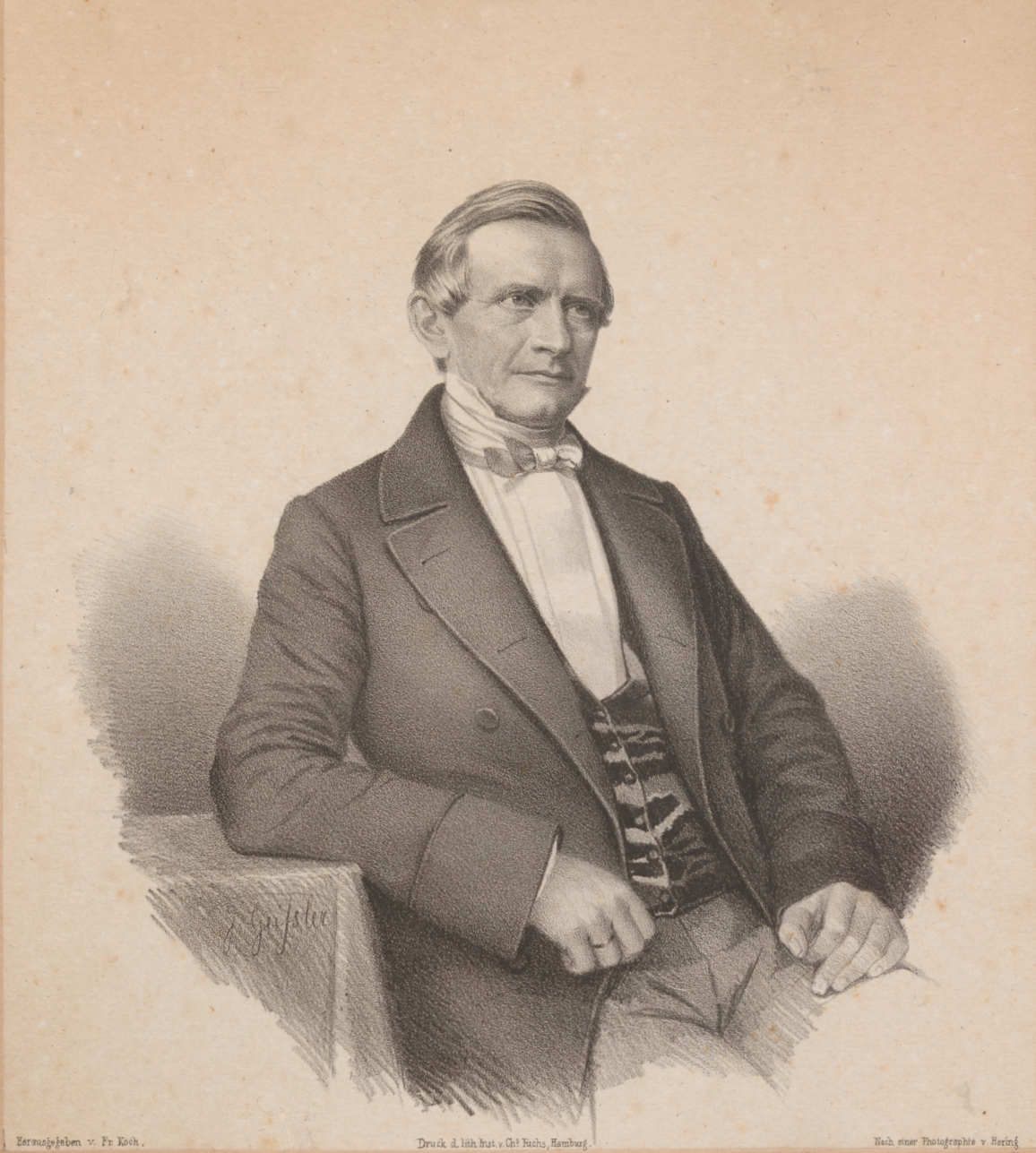
August von Cölln um 1860

August von Cölln (* 15. November 1804 in Detmold; † 7. Juni 1865 ebenda) war ein evangelisch-reformierter Geistlicher und von 1860 bis 1865 Generalsuperintendent in der Lippischen Landeskirche.

## Leben
August von Cölln wurde als Sohn des Ludwig Friedrich August von Cölln (1753–1804) und dessen Ehefrau Sarah Esther Merrem (1764–1838) geboren. Nach dem Abitur am Gymnasium Detmold absolvierte er ein Theologiestudium an der Eberhard Karls Universität Tübingen. Nach seiner Tätigkeit als Pfarrgehilfe in Heiden wurde er um 1829 Pastor in Haustenbeck und dann 1835 zweiter Pfarrer in Schötmar. 1837 wurde er zum zweiten Pfarrer in seiner Heimatstadt berufen. Diese Stelle hatte er bis 1860 inne.
Am 30. März 1854 wurde er zum Konsistorialrat ernannt mit Sitz und Stimme im Konsistorium. Die Behörde beauftragte ihn mit der Visitation sämtlicher lippischer Schulen.
1860 wurde er durch Fürst Leopold II.
zum Generalsuperintendenten berufen und war damit Leitender Geistlicher. Dieses Amt übte er bis zu seinem Tode im Jahre 1865 aus.
Von Cölln war politisch engagiert und bewarb sich 1848 um das Amt des lippischen Abgeordneten für die Frankfurter Nationalversammlung; schließlich wurde Heinrich Schierenberg in das Parlament gewählt.
Von Cölln wirkte als Präsident des Lippischen Landtags wesentlich an der Gestaltung des Volksschulgesetzes vom 11. Dezember 1849 mit.

### Familie
August hatte acht Geschwister, darunter Daniel Georg Konrad von Coelln (* 21. Dezember 1788 in Oerlinghausen; † 17. Februar 1833 in Breslau), Johann Theodor von Cölln (* 6. Juni 1793 in Oerlinghausen; † 6. Februar 1871 in Halle) und  Friedrich Wilhelm Leopold von Cölln (1801–1883).
Am 12. April 1835 heiratete er in Detmold Charlotte Wilhelmina Weerth (1814–1836, Tochter des Generalsuperintendenten Ferdinand Weerth).

### Schriften
- Dispositionen zu dem Leitfaden für den Religionsunterricht in den Schulen. – Lemgo : Meyer, 1835
- Lehrbuch der Religionswissenschaft für die oberen Classen gelehrter Schulen. – Lemgo : Meyer. Bd. 1 1853
- Urkundliche Beiträge zur Entstehungsgeschichte der Lippe'schen Kirchenordnung von 1684, Erlangen ; Junge, 1863

### Wichtige Predigten
- Zwei Predigten mit Beziehung auf das Fest der Grundsteinschließung am Hermannsdenkmale am Hessisch-Lippische Landesbibliothek, Digitalisat
- Predigt bei dem ersten Kirchgange des Durchlauchtigsten Fürstenpaares : gehalten am 25. April 1852 in der reformirten Kirche zu Detmold Hessisch-Lippische Landesbibliothek, Digitalisat